# Lauria
Lauria (AFI: /lauˈri.a/) è un comune italiano di 11 706 abitanti della provincia di Potenza in Basilicata.

## Geografia fisica
La cittadina, situata al confine con la provincia di Cosenza (in Calabria), è punto di snodo di tre principali direttrici viarie: l'autostrada A2 (autostrada del Mediterraneo) Salerno–Reggio Calabria, che ricalca pressappoco l'antica via romana Capua-Rhegium; la fondovalle Sinnica, che porta alla costa ionica lucana; la fondovalle del Noce che collega l'autostrada A2 con la costa tirrenica calabro–lucana.
Inoltre la città rappresenta il punto d'incontro di tre valli: del Noce, del Sinni e del Mercure.
Il 5,8% del territorio comunale, pari a 1016 ettari, è collocato all'interno del parco nazionale dell'Appennino Lucano-Val d'Agri-Lagonegrese.
Il comune fa parte della provincia di Potenza e confina con i centri, della stessa provincia, di Castelluccio Inferiore, Castelluccio Superiore, Latronico, Castelsaraceno, Moliterno, Lagonegro, Nemoli, Trecchina, e con quelli della provincia di Cosenza, Tortora e Laino Borgo. Il territorio comunale è collocato in una zona esposta ad un rischio sismico di media entità, come dimostrano gli eventi calamitosi registrati negli ultimi decenni; l'ultimo dei quali, di particolare rilevanza, si è verificato il 9 settembre 1998.

### Frazioni
Acqua delle Donne, Alte Coste, Capraro, Catania, Melara, Montegaldo, Murge, Pecorone, Rosa, San Paolo, Seluci, Taverna del Postiere.

### Località
Bamonte, Canicella, Cappella Sirino, Carminato, Casale Serino, Castagnara, Cavallo, Cerase, Cerasofia, Cesinelle, Cogliandrino, Cona, Fabbricato, Finitime, Fiumicello, Galdo, Gremile, Iacoia, Iacoia di Sotto, Lago Rotonda, Madama Angiolella, Madonna del Carmine, Malfitano, Mazzarella, Milordo, Montagnola, Ovo della Vacca, Piano Cataldo, Piano della Menta, Piano Focara, Pietraferrata, Piscitella, Prestieri, Rosa di Sotto, Rosa Molino, San Filippo, San Giuseppe, Santa Barbara, Santa Filomena, Santa Lucia, Santa Maria, Sant'Alfonso, Sant'Elia, Senno, Seta, Starsia, Timparossa, Timpone di Seluci, Valle Salomone.

### Orografia
- Massiccio del Sirino: nei confini amministrativi del comune di Lauria ricade parte del massiccio del Sirino, le cui vette sono innevate sei mesi all'anno. Sia la cima più alta, quella del monte Papa (2005 metri), che la vetta del Sirino (1907 metri), sono luoghi di attrazione per escursionisti o semplici appassionati della montagna. La montagna vanta piste da sci di buon livello, con cinque impianti di risalita, fra cui una seggiovia (questa per la maggior parte ubicata in territorio di Lagonegro), scuole di sci, nolo di attrezzature, affittacamere, bar e punti di ristoro. È possibile campeggiare d'estate presso la località Conserva di Lauria, a 1400 metri d'altitudine.
- Monte Timpa del Capitano (1690 metri).
- Monte Serra Orticosa (1676 metri).
- Monte Serra la Spina: alto 1652 metri e situato entro la perimetrazione del parco nazionale del Pollino, è noto per la presenza di numerosi esemplari del secolare pino loricato.
- Monte Castello Starsia (1387 metri).
- Monte Serra Rotonda: è alto 1285 metri e anche qui si riscontra la presenza di qualche giovane esemplare di pino loricato. Fra esso e il monte Serra la Spina, a quota 914 metri, vi è un laghetto di origine carsica chiamato lago della Rotonda.

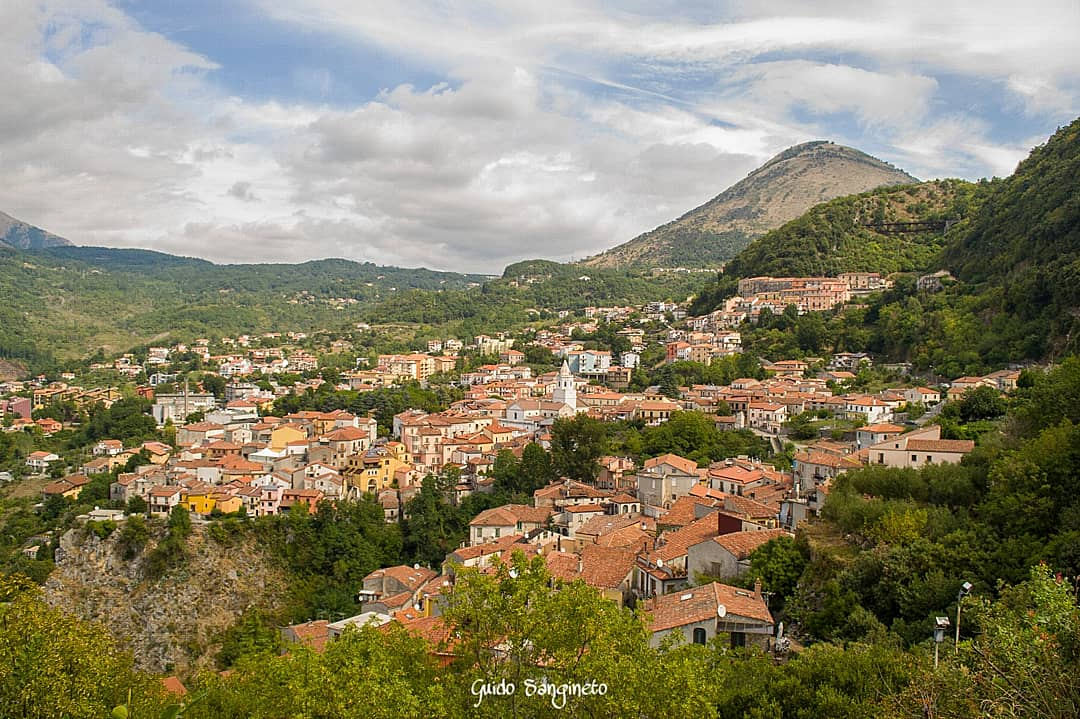
Rione superiore

### Idrografia
- Fiume Sinni: è uno dei più importanti della Basilicata. Trattasi di un fiume dal regime estremamente torrentizio con piene turbinose nella stagione piovosa e magre notevoli in estate. Nasce a quota 1380 metri dalla Serra della Giumenta, nel versante orientale del massiccio montuoso del Sirino, in territorio di Lauria. Scorre quindi verso lo Ionio e sfocia nei pressi di Policoro, nella piana di Metaponto. Il suo percorso viene sbarrato due volte: dapprima dalla diga di Cogliandrino e successivamente, presso Senise, dalla diga di Monte Cotugno, la più grande d'Europa in terra battuta.
- Fiume Noce: nasce dal versante nord del massiccio del Sirino, in territorio di Lagonegro. Il suo bacino idrografico, nei pochi chilometri quadrati di estensione a Lauria, presenta una rilevante escursione altimetrica, che va dagli oltre 2000 metri del monte Papa fino al livello del mare, sfociando nel Tirreno nei pressi di Castrocucco di Maratea, ai confini con Tortora (CS). Da esso prende il nome la valle che attraversa.
- Torrente Carroso: affluente del fiume Noce.
- Torrente Cafaro: passante per il centro storico del rione superiore, è oggi coperto. In epoca medioevale assumeva un'importanza strategica poiché era un'ulteriore difesa del castello posto a monte. È un affluente secondario del fiume Noce.
- Torrente Gaglione: affluente secondario del fiume Noce.
- Torrente Fiumicello: affluente secondario del fiume Noce.
- Torrente Cogliandrino: sorge dai rilievi del massiccio del Sirino ed è uno dei principali affluenti del Sinni. Nei pressi dell'omonima contrada viene sbarrato da una diga.

#### Lago La Rotonda
Bacino lacustre di 71 ettari, a 914 metri sul livello del mare, è posto in una conca ai piedi del monte omonimo, sul versante di sud est; oggi ridotto a poco più di un pantano, in uno spazio di 800 per 100–150 m, profondo al massimo 2 m, raccoglie per lo più le acque alluvionali e di scorrimento superficiale provenienti dai versanti dei monti Serra Rotonda e Serra la Spina. È situato in direzione nord–est a 13 km dal centro urbano.

#### Invaso di Cogliandrino
È la diga dell'omonima contrada, posta a 672 metri sul livello del mare, nell'alta valle del Sinni alla confluenza del torrente Cogliandrino nel fiume Sinni. Conosciuta anche come diga di Masseria Nicodemo, è gestita dall'Enel (sezione di Napoli) e le sue acque sono utilizzate per la produzione di energia elettrica.

## Storia

### Origini
Nelle fonti scritte, fortemente penalizzate dalla distruzione dell'archivio cittadino, avvenuto durante il massacro di Lauria, l'antico nome Uria compare per la prima volta in un documento redatto nel 1079 dall'arcivescovo di Salerno, Alfano. Appare però improbabile che la sua area, attraversata in epoca romana dalla via Popilia, la più importante direttrice nord-sud dell'Italia meridionale (ricalcata oggi dall'A2), sia rimasta disabitata fino al X secolo. Importanti ritrovamenti di una tomba di epoca lucana in località Malfitano, parlano chiaramente di un importante sviluppo antropico almeno preromano. Scavi archeologici, da lungo tempo invocati, porterebbero alla luce con ogni probabilità una meravigliosa storia millenaria. Una teoria leggendaria fa risalire la fondazione della città in epoca precedente al 400 a.C. ad opera di una colonia greco-cretese, guidata da Teocle e Menippe, che giunta nell'attuale valle del Noce, a Piano dei Peri (Trecchina), decise d'insediarsi nel posto chiamandolo Iriae, in memoria dell'iride (latino e greco: iris, ίρις) che li aveva benevolmente accolti. La tesi della colonizzazione greca non è mai stata verificata per l'assenza di una sistematica campagna di scavi sul territorio comunale e nei paesi limitrofi; rimane ampia pure la gamma di possibilità sulle origini del nome. Non è escluso che sul suo territorio si trovasse, in epoca romana, la cittadina di Mendicoleus. Il canonico don Nicola Curzio ha spiegato la nascita della città come il risultato della migrazione, in tempi diversi, di gente scampata alla distruzione delle vicine Iriae, Seleuci e Blanda. Iriae si presume possa essere la città, menzionata prima, i cui abitanti decisero di trovare rifugio, per qualche sconosciuta ragione (presumibilmente tra il 280 e il 275 a.C. a causa delle incursioni di Pirro che combatteva contro i romani), nei luoghi in cui poi sorgerà il castello di Ruggiero di Lauria e che all'epoca erano ricoperti abbondantemente di piante di lauro; Seleuci, viene idealmente collocata nella contrada, che poi ha italianizzato il suo nome in Seluci, rasa al suolo dai romani nel corso della seconda guerra punica (fine del III secolo a.C.) per il sostegno offerto ai cartaginesi; Blanda, invece, sarebbe stata individuata in una porzione di territorio, nei pressi di Tortora, che nel 914 d.C. fu definitivamente distrutta dai saraceni con la conseguenza di essere abbandonata dalla popolazione, spostatasi in parte nell'attuale quartiere Ravita, tra i due rioni della città. Dalla contrazione delle parole latine laurus (lauro) e Iriae sarebbe, quindi, derivato originariamente il nome, Lauria, anche se l'etimologia ipotizza che il suo nome derivi invece dal contenitore per l'olio, posto sotto il torchio, che i bizantini chiamavano laurion. Più verosimile è l'ipotesi che la rifondata Iriae sia poi diventata Uria (città aurea) per volere del tribuno consolare Caio Emilio Mamercino (latino: Caius Æmilius Mamercinus) che volle premiare la laboriosità degli abitanti. Lo scrittore francescano, Giovanni Franchini, dell'Ordine dei frati minori conventuali, facendo riferimento agli antichi latini, chiama Lauria coi nomi di Ulci, Ulciana Colonia, Luria e Laorina. Nel 406 i visigoti di Alarico la distrussero ma nel 460, mentre i vandali proseguivano l'opera di distruzione dell'Impero Romano d'Occidente di Maggioriano che decadeva lentamente, fu interamente ricostruita ai piedi della torre costruita dai saraceni, la quale sarà, in seguito, sostituita dal castello dell'ammiraglio aragonese Ruggiero di Lauria. Nel VII secolo confluì nei domini longobardi del ducato di Benevento e soffrì di frequente delle incursioni di saraceni, i quali infine distrussero il borgo nel 916. L'imperatore Michele IV il Paflagone liberò la città dai saraceni e le diede il simbolo del basilisco con la scritta Noli me tangere. Guglielmo d'Altavilla la chiamò infine Lauria, ispirandosi a un lauro verdeggiante che fece anche dipingere sullo stemma, a fianco del basilisco. La prima fonte scritta di quest'antica città lucana risale, come già accennato, all'XI secolo e fa riferimento a una laura di monaci basiliani insediati sulla sommità del colle Armo, dove l'antica chiesa, distrutta nel 1806 dalle truppe napoleoniche del generale Andrea Massena, fu poi ricostruita per devozione alla Madonna Assunta.

### Medioevo
Nella documentazione scritta ritroviamo Lauria, per la prima volta, almeno dal punto di vista di una chiara identificazione toponomastica, nel Medioevo.
Secondo studiosi accreditati il centro abitato sorse nel X secolo intorno ad una laura basiliana, che era sita nel luogo ove poi è stato edificato il santuario della Madonna dell'Armo. Probabilmente furono i Normanni, che si stabilirono nella zona saracena, detta Ravita (arabo: rabit, "zona vicina o annessa"), ed edificarono il castello di Ruggiero. Dal XII secolo Lauria fu sede di un feudo in cui fiorivano artigianato e commercio. Lauria rappresentava a quell'epoca il centro politico ed economico della Valle del Noce: il feudatario era il capo incontrastato di questo microcosmo autonomo. Capostipite della baronia normanna è Gibel de Loria, cui seguì Riccardo (dal 1254 al 1266), fedelissimo di re Manfredi, che, insieme a lui, trovò la morte nella battaglia di Benevento. È proprio con Riccardo che la città diviene, anche se per pochi anni, la prima sede del giustizierato di Basilicata.
Il primogenito di questi, Ruggiero, divenne celebre perché nominato ammiraglio d'Aragona da Pietro III: non fu mai sconfitto in combattimento e riuscì, più volte, ad uscire vittorioso da scontri con la flotta angioina.

### I signori di Lauria dal 1254 al 1860

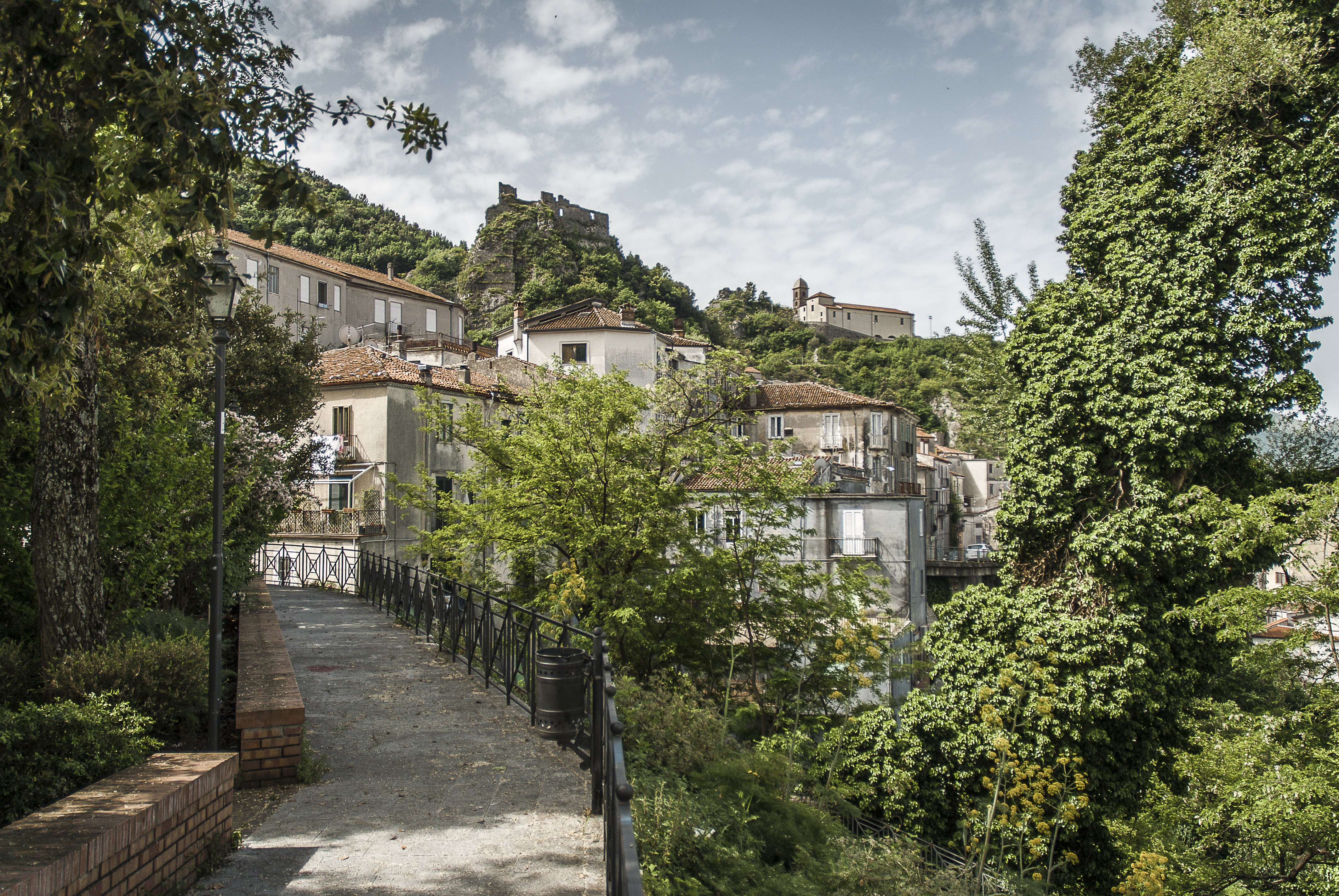
Scorcio del Castel Ruggiero e del Santuario della Madonna Assunta visto dalla villetta di via Roma

| Anno | Nobile                            | Titolo                            |
| ---- | --------------------------------- | --------------------------------- |
| 1254 | Riccardo di Lauria                | barone                            |
| 1266 | Ruggiero di Lauria                | barone                            |
| 1305 | Ruggierone di Lauria              | barone                            |
| 1308 | Carlo di Lauria                   | barone                            |
| 1310 | Ruggiero Berengario               | barone                            |
| 1386 | Francesco Sanseverino             | conte                             |
| 1436 | Stefano Sanseverino               | conte                             |
| 1453 | Venceslao Sanseverino             | conte                             |
| 1456 | Gaspare Sanseverino               | conte                             |
| 1516 | Bernardino Sanseverino            | conte                             |
| 1556 | Girolamo Exarques                 | barone                            |
| 1564 | Pietro Exarques                   | barone                            |
| 1598 | Girolamo Exarques                 | barone                            |
| 1621 | Francesco Exarques                | barone                            |
| 1694 | Girolamo Calà di Tappia           | duca                              |
| 1694 | Porzia di Castromediano           | duchessa                          |
| 1698 | Adriano Calà Ulloa                | duca                              |
| 1741 | Francesco Calà Ulloa              | duca                              |
| 1779 | Adriano Calà Ulloa                | duca                              |
| 1801 | Pietro Calà Ulloa                 | duca                              |
| 1806 | soppressione del ducato di Lauria | soppressione del ducato di Lauria |

### Epoca napoleonica
Il regime della Prima Repubblica francese fu imposto anche in Italia con l'instaurazione della Repubblica Partenopea, nel 1799. In quel breve periodo, durato circa sei mesi e cominciato con l'usurpazione da parte del generale francese Championnet del Regno di Napoli di Ferdinando IV, l'organizzazione amministrativa del territorio, almeno sulla carta, subì notevoli cambiamenti. Il Governo Provvisorio, sulla base del modello francese, istituì diversi dipartimenti, tra cui quello del Crati, che ebbe il suo capoluogo a Cosenza; esso era costituito a sua volta da dieci unità amministrative minori, tra le quali figurava anche il cantone di Lauria; rientravano certamente in quest'area i comuni lucani di Rivello, Castelluccio Superiore, Castelluccio Inferiore, Viggianello, Rotonda, Trecchina, Maratea, Nemoli, Lagonegro e i comuni calabresi di Tortora, Aieta (inclusa l'odierna Praia a Mare), San Nicola Arcella e Scalea.
Nel 1806, alla ripresa delle ostilità tra i regnanti della casa di Borbone e gli occupanti francesi, la città divenne un focolaio di rivolta: molti abitanti, tra il 7 e il 9 agosto, furono barbaramente trucidati dai soldati napoleonici, guidati dal generale Massena, perché rei di aver sostenuto la causa borbonica: l'evento è passato alla storia come il massacro di Lauria. Dopo il saccheggio e la sconfitta, per ritorsione alla città e sulla base della legge n. 132 dell'8 agosto 1806, il nuovo ente amministrativo del Regno di Napoli, chiamato distretto, nonché il giudicato (una sorta di tribunale), vennero ubicati dal re Giuseppe Bonaparte nel limitrofo centro di Lagonegro. Alla restaurazione borbonica del 1816 il territorio di Lauria costituiva uno dei circondari dello stesso distretto di Lagonegro..

### Novecento
Rimane tristemente noto nella memoria collettiva di Lauria il bombardamento effettuato dalle Forze Alleate il 7 settembre 1943, finalizzato alla distruzione del comando tedesco, sito nel centro della città, in cui perirono 37 civili. Altre fonti, tra le quali quella del giornale L'eco di Basilicata, che riporta, a sua volta, le testimonianze dirette dell'allora vivente sacerdote don Antonio Spagnuolo e di diversi superstiti, affermano che il numero delle vittime civili fu superiore, ossia in numero pari a 39, che il bombardamento fu effettuato da aerei americani e che l'obiettivo militare prioritario fosse individuato in un deposito di munizioni nel quartiere Ravita e non semplicemente, com'è facile immaginare in guerre di tale portata, nelle vie di comunicazione principali, quali sono strade e ferrovie, che da sempre in guerra vengono ritenute bersagli strategici. In particolare, come si apprende dai rapporti dei comandanti di squadriglia delle missioni n. 116 e 117, compiute nei giorni 7 e 8 settembre 1943 dal 321º Bombardment Group americano a bordo di 36 bombardieri B-25 (tra i quali pochi B-25G), furono colpiti i nodi viari principali. Il diario di guerra riporta anche che alcune bombe colpirono il centro abitato e non tutti i bersagli furono individuati a causa della presenza di banchi di nuvole.

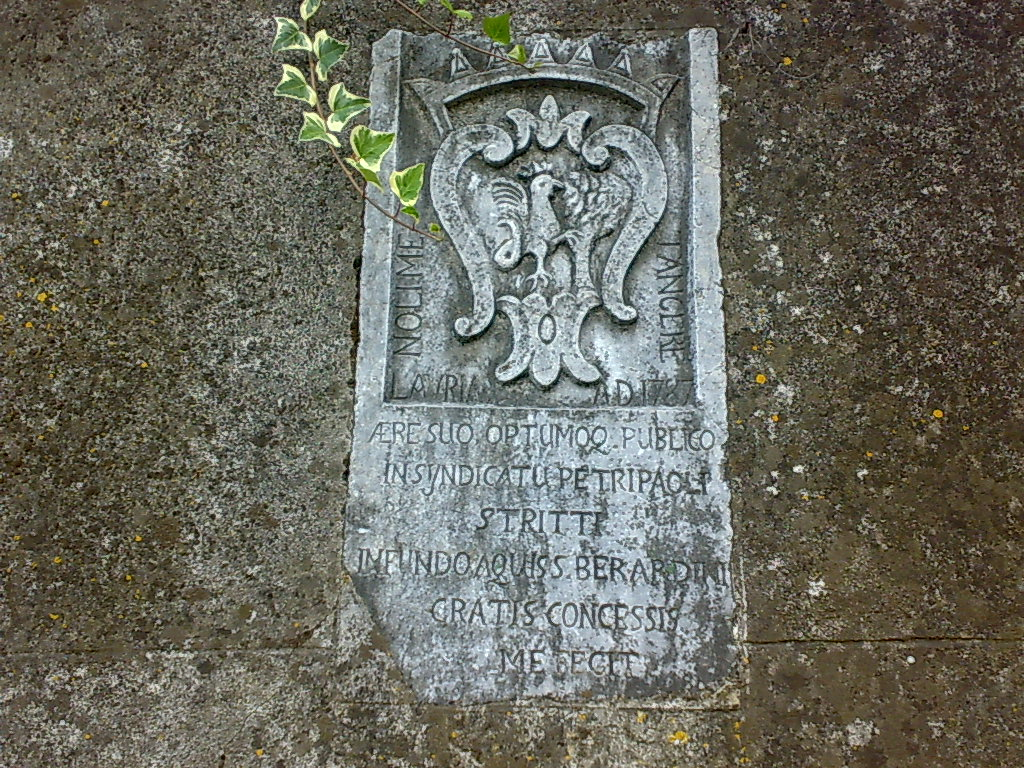
Il basilisco e il motto Noli me tangere

Alla cronaca nera della città appartengono un paio di storie macabre. La famigerata serial killer Leonarda Cianciulli, detta "la saponificatrice di Correggio", negli anni 20 visse per qualche tempo a Lauria, non senza altri problemi giudiziari, poiché il marito Pansardi era originario del luogo.
È da annoverare anche il pagamento del riscatto e il successivo rilascio di John Paul Getty III, nipote del petroliere Jean Paul Getty, allora noto per essere considerato l'uomo più ricco del mondo, lungo il tratto autostradale che interessava Lauria, a seguito del sequestro di persona compiuto dalla 'ndrangheta il 10 luglio 1973 a Roma.

### Simboli
Simbolo del comune di Lauria è il basilisco aggrappato ad una pianta di lauro che ostenta il motto in latino Noli me tangere ("Non mi toccare"), il cui significato tende ad enfatizzare la temibilità e intoccabilità dei suoi abitanti.
Il gonfalone è un drappo di azzurro.

## Monumenti e luoghi d'interesse
Degni di nota sono: il rudere del medievale castello di Ruggiero e la restaurata casa natia con le reliquie del beato Domenico Lentini, entrambi nel quartiere Cafaro. Le numerose opere artistiche di varie epoche si concentrano prevalentemente nei luoghi di culto religioso.
Rione superiore

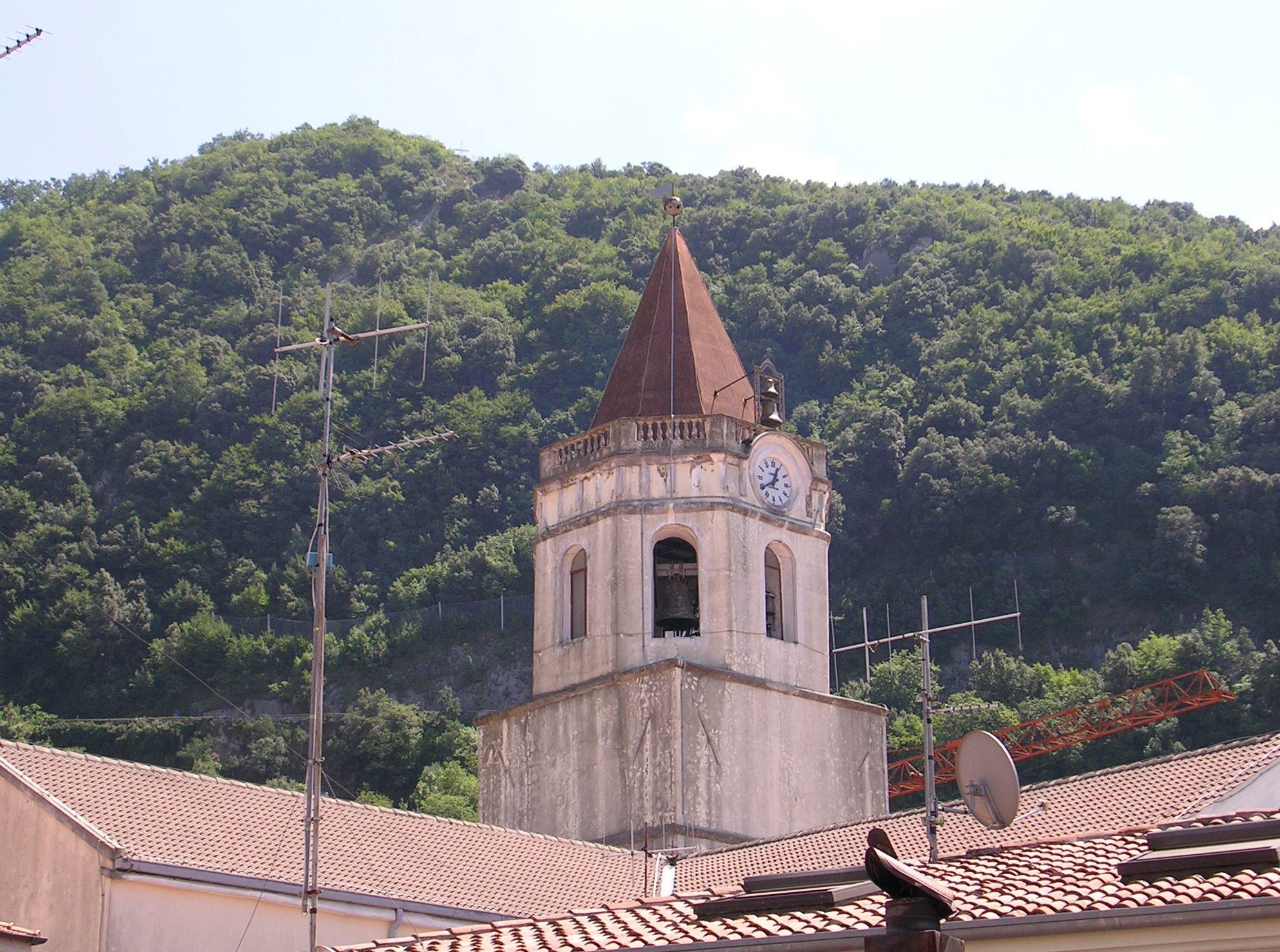
Il campanile della chiesa di San Nicola di Bari nel rione superiore

- Chiesa madre di San Nicola di Bari: è la parrocchia del rione ospitante la tomba del Lentini; il suo campanile fu edificato sul preesistente torrione medievale; rimane incerto il periodo della sua fondazione a seguito dei moti napoleonici del 1806.
- Cappella di Santa Veneranda: è nascosta in un vicolo del quartiere Cafaro, sottostante al colle Armo ed è probabilmente la più antica del paese poiché fu costruita nel XII secolo[23].
- Cappella di San Pasquale Baylon e Santa Lucia: è situata lungo la scalinata del colle Armo.
- Santuario dell'Armo: nei pressi del castel Ruggiero, è eretto sul colle omonimo.
- Eremo di Sant'Elia e del Beato Domenico Lentini: contiene dipinti e oggetti sacri del '800 e la statua di sant'Anna.
- Cappella di San Biagio: è situata nel quartiere storico del Muraccione.
- Convento dei Padri Cappuccini: è annesso alla chiesa seicentesca di Sant'Antonio; conserva un prezioso affresco del '600 e le tele del polittico d'Ippolito Borghese.
- Cappella di San Ferdinando: voluta dai Borbone, si trova nel quartiere Taverna.

Rione inferiore

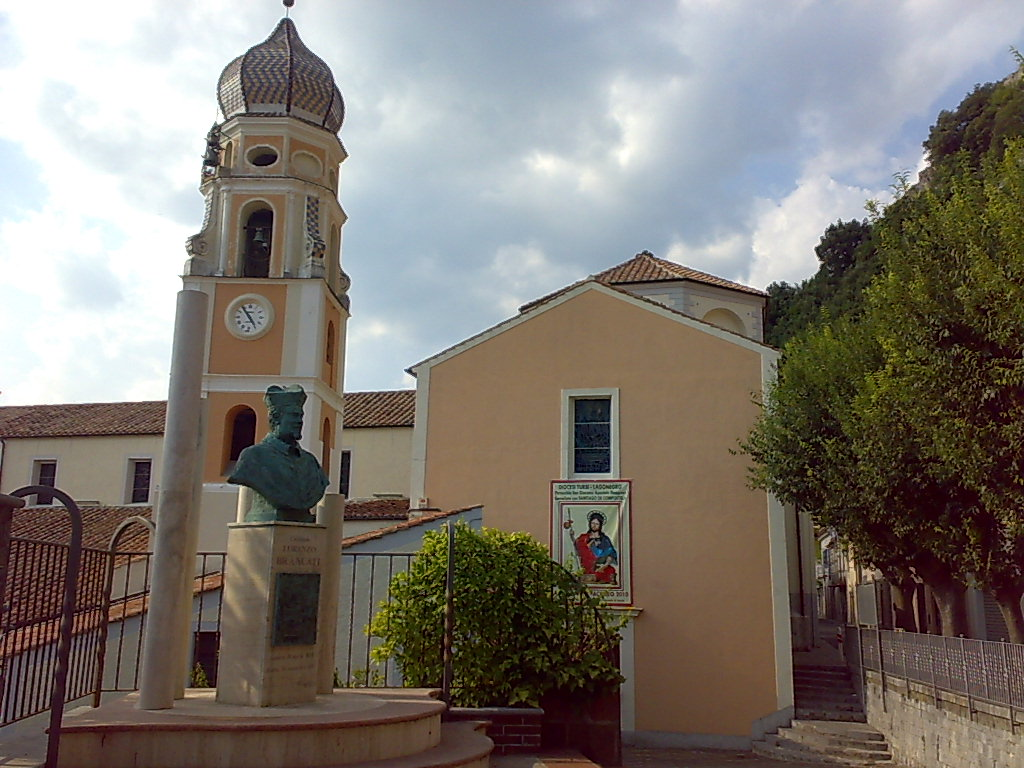
Chiesa parrocchiale di San Giacomo apostolo e monumento al cardinale Lorenzo Brancati nel rione inferiore

- Chiesa di San Giacomo apostolo: è la parrocchia del rione, così intitolata nel XV secolo, nota per un pregevole coro ligneo.
- Cappella di San Gaetano: non distante dalla chiesa parrocchiale di San Giacomo apostolo, è accessibile ai fedeli nel periodo natalizio poiché al suo interno è contenuto un presepe.
- Cappella di Santa Veneranda: la sua fondazione risale al 1684[24] ed è una delle due nel paese intitolata alla santa.
- Chiesa dell'Immacolata: costruita nel '500, si caratterizza per il chiostro e il campanile; è attigua ad un convento di monache e ad una sala per attività sociali, intitolata al cardinale Lorenzo Brancati.
- Cappella di San Rocco.
- Chiesa del Purgatorio.
- Ruderi dell'Abbazia di San Filippo.
- Monumento ai Caduti, opera dello scultore Ettore Sannino (1929)..[25]

## Società

### Evoluzione demografica
Contrariamente a quanto è avvenuto per la maggior parte del Mezzogiorno, il numero dei residenti a Lauria è cresciuto nel Novecento, fino ad arrivare negli ultimi decenni sulla soglia dei 14 000. Lo sviluppo urbano del comune è stato in parte favorito dalla presenza di infrastrutture viarie, quali sono gli svincoli autostradali di Lauria Nord e Lauria Sud dell'autostrada del Mediterraneo A2 SA-RC e le strade statali del Fondovalle del Noce e Sinnica, e conseguentemente dallo sviluppo industriale nell'area di Galdo.
Abitanti censiti

### Lingue e dialetti
La divisione sociale che ha contraddistinto fin dal Medioevo il castello e il borgo ha generato evidenti differenze fonetiche tra i dialetti del rione superiore (u castiddu) e del rione inferiore (u burgu); tale diversità lessicale rappresenta una delle caratteristiche peculiari di Lauria.
La parlata lauriota è entrata a far parte dei dialetti dell'area arcaica calabro-lucana, essendo Lauria collocata nelle propaggini meridionali della provincia di Potenza, proprio al confine con quella di Cosenza. Questa fascia di territorio, che comprende altri comuni del potentino meridionale e del cosentino settentrionale, delimita l'area Lausberg, così chiamata in memoria del linguista che la individuò.
Oggigiorno il dialetto è parlato principalmente dalle persone più anziane, mentre fra i giovani subisce un processo d'italianizzazione. Negli ultimi anni è stato ampiamente rivalutato dalle varie rappresentazioni teatrali che si sono tenute a livello locale, anche grazie al contributo di alcune associazioni culturali e del celebre attore teatrale e cinematografico Rocco Papaleo.

### Tradizioni e folclore
È caratterizzato dal susseguirsi di manifestazioni civili e festività popolari che, per lo più, accompagnano le feste religiose.
Dal 25 febbraio 2000, il beato Domenico Lentini è il patrono dell'intera comunità di fedeli di Lauria, ma la caratteristica del paese d'essere diviso in due grandi rioni e avere contrade molto popolose, lontane dal centro, ha portato alla venerazione di diversi santi protettori.
Oltre alla festa del beato si annoverano quelle popolari di lunghissima tradizione.
Il rione superiore festeggia il 9 maggio San Nicola di Bari, al quale è dedicata la chiesa madre. Il rione inferiore, invece, celebra il suo santo protettore, san Giacomo maggiore apostolo, nel giorno 25 luglio; al santo è intitolata la chiesa della parrocchia rionale e una delle piazze principali.
La parrocchia di contrada Seluci è dedicata alla Madonna del Carmine; si festeggia la prima domenica di agosto. Feste molto sentite sono anche quelle di: Sant'Antonio, celebrato il 13 giugno, a cui è dedicato il convento dei padri Cappuccini del rione superiore; San Rocco, l'ultima domenica di settembre, a devozione del quale è intitolata una cappella e una piccola piazza del rione inferiore. Particolarmente suggestiva è la festa che si svolge il 15 agosto sul colle Armo nei pressi del santuario della Madonna Assunta e del castello di Ruggiero di Lauria; il rudere di quest'ultimo si erge tuttora in cima ad una rupe scoscesa, scelta originariamente dall'ammiraglio aragonese in virtù della sua posizione dominante e difensiva nello stesso tempo.

## Cultura

### Cucina
Tra i primi piatti, preparati con pasta fresca, rinomati sono: i ravioli ripieni di ricotta; gli gnocchi (raʃcatiddi); le tagliatelle con ceci o fagioli (rispettivamente chiamate nel dialetto locale coi nomi di làgane e cìciri e làgane e fasùli); i "tagliolini dell'Ascensione"; i màccaruni filàti, una sorta di maccheroni alla chitarra realizzati col ferro; la polenta con salsa di pomodoro e le variopinte minestre rustiche, solitamente a base di verza, accompagnate da cotiche, costine di maiale ed erbe di campagna.
Altre specialità sono: il capretto alla brace o al forno; gli involtini che fanno uso di interiora di agnello, denominati jummàriddi; la trippa; il tutto contornato da funghi, asparagi e cime di rape. Posto predominante nelle tavole di Lauria occupano i salumi come le salsicce e i salami, ma anche i formaggi e le ricotte fresche o stagionate, prodotte artigianalmente dai pastori del monte Sirino.

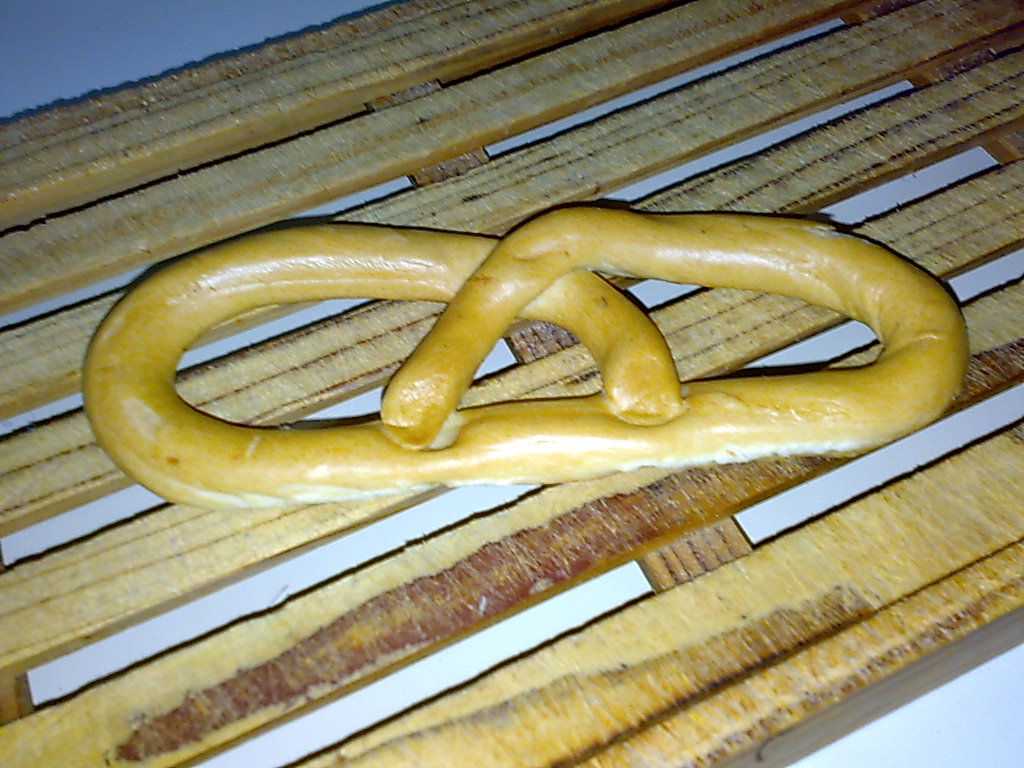
Tarallo ad 8 tipico di Lauria

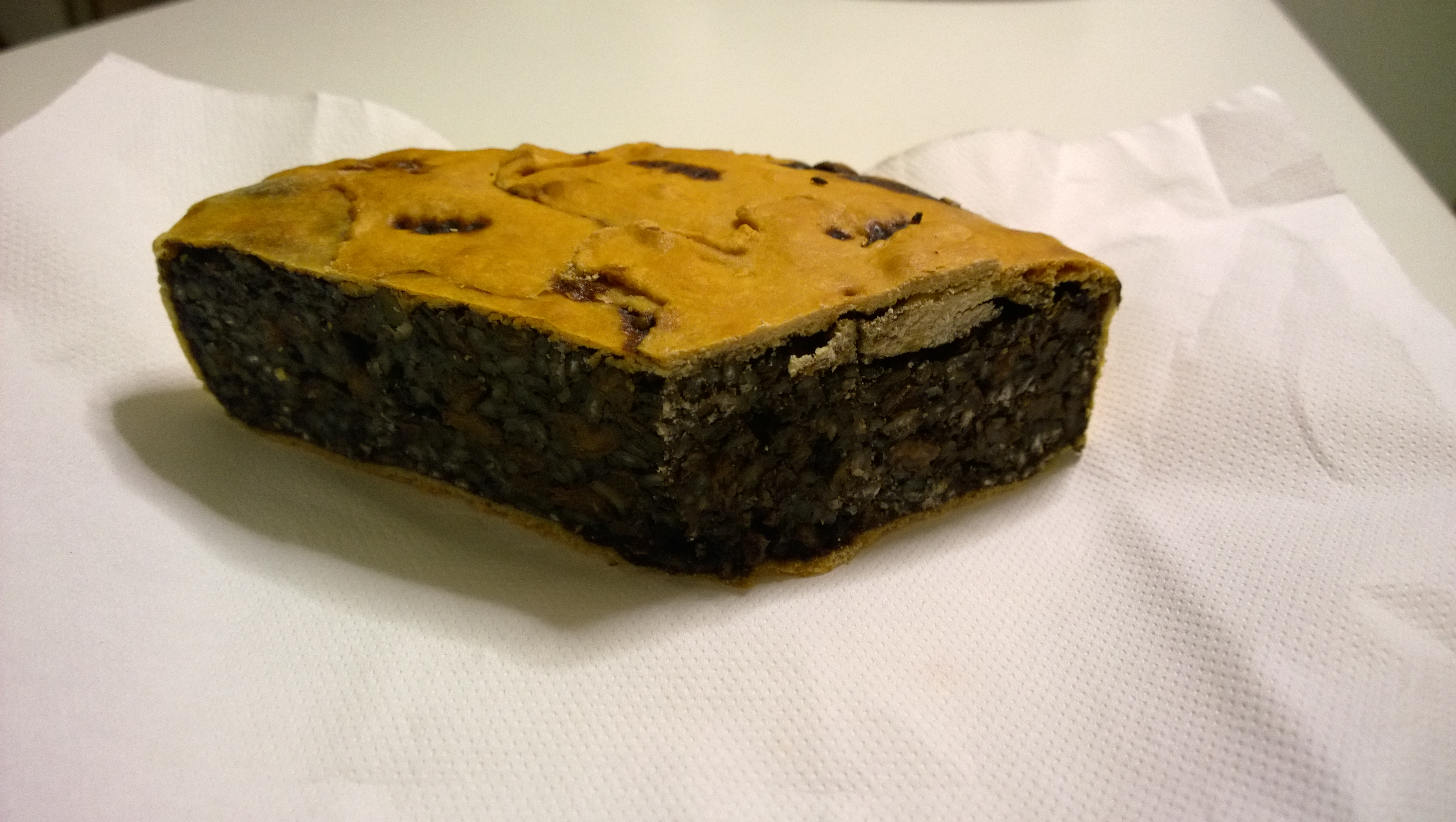
Sanguinaccio

D'annoverare: la focaccia bianca o ricoperta di salsa al pomodoro (pizzàtulu); il sanguinaccio, dolce invernale fatto con riso, cioccolato, uva passa ma soprattutto sangue di maiale; il dolce pasquale a forma di ciambella, fatto con molte uova e chiamato picciddàtu; i biscotti bianchi ricoperti di glassa (viscuttini); i mostaccioli (mustacciuoli); le zeppole. Tipici sono i piccoli biscotti, conosciuti come anginétti, con la forma di ciambelline, cotti prima in acqua e successivamente infornati per renderli croccanti, poi ricoperti col naspro ossia una glassa a base di zucchero e limone. In questo comune, inoltre, molto apprezzata è la gassosa di un'antica azienda locale che, in talune occasioni festive, non di rado è miscelata al vino rosso della zona e gustata coi dolci suddetti o coi tipici taralli locali dalla vaga forma ad 8 (viscutti lauriuti).

## Geografia antropica
Lauria è il maggior centro del versante tirrenico della regione Basilicata. La sua posizione geografica, in una ristretta zona di transito tra Campania e Calabria, ne favorisce gli scambi commerciali e i flussi migratori attraverso il territorio.
Fu, nel Medioevo, contea e sede vescovile de facto, con un'evoluzione demografico-istituzionale simile, per molti aspetti, a quella di Matera. La città ebbe una drammatica battuta d'arresto nel corso della sua storia con il massacro di Lauria del 1806, dovuto a una sfortunata vicenda che portò Lauria, sede del potere costituito, a divenire luogo di un'ostinata resistenza borbonica contro l'avanzata napoleonica. Le conseguenze di questa sanguinosa repressione furono gravi per la città: oltre al devastante incendio e alla perdita dell'archivio cittadino, si operò il trasferimento di tutti i presidi statali (l'ospedale, il tribunale e le forze dell'ordine) verso i centri limitrofi minori (Lagonegro e Trecchina). Tuttavia, grazie alle caratteristiche geografiche della città, alle sue dimensioni territoriali, ad una lunga e stimata tradizione di commercio, imprenditoria e manodopera, all'inevitabile lenta ripresa di alcune funzioni statali territoriali, è oggi il centro più popoloso dell'area.
La presenza di un numero cospicuo di abitanti nel territorio rurale, molto più popolato rispetto al centro cittadino, rende l'intero territorio comunale quasi totalmente antropizzato.
Il centro abitato è suddiviso in due rioni, separati dall'antico quartiere Ravita: quello superiore, tradizionalmente denominato il Castello (Castiddu), e quello inferiore, chiamato altrimenti il Borgo (Burgu), facenti capo alle rispettive parrocchie di san Nicola di Bari e san Giacomo apostolo i cui santi patroni sono festeggiati il 9 maggio e il 25 luglio; dal 25 febbraio 2000 il riconoscimento di patrono dell'intera comunità religiosa è stato assegnato al beato Domenico Lentini, sacerdote del luogo morto nello stesso giorno dell'anno 1828.
Nel centro storico, che rivela segni tipici dell'epoca medievale, con le abitazioni aggrappate alla collina, si aprono angoli caratteristici ed intricate viuzze e stradine, che s'inerpicano dando vita ad archi, sottopassi, portici e motivi architettonici caldi ed armoniosi. Il territorio lauriota, uno dei più grandi della Basilicata, offre un susseguirsi di paesaggi pittoreschi ad agresti, naturali ed artificiali: le vette del massiccio del Sirino (la più alta, quella del monte Papa, raggiunge i 2005 metri), innevate per buona parte dell'anno; il lago artificiale di Cogliandrino; il lago Rotonda; le fresche sorgenti del Sinni e di Fiumicello; il pino loricato del monte Serra la Spina; il castello di Seluci (latino: Seleuci) nella contrada dove sono stati riportati alla luce reperti archeologici e individuati giacimenti petroliferi.

## Infrastrutture e trasporti

### Strade
- L'arteria viaria più importante in territorio lauriota è l'autostrada A2 del Mediterraneo; sono presenti due svincoli: Lauria Nord e Lauria Sud.
- La strada statale 585 del Fondo Valle del Noce mette in comunicazione Lauria e i paesi limitrofi con la strada statale 18 Tirrena Inferiore.
- La strada statale 653 della Valle del Sinni unisce Lauria con la costa ionica lucana.

### Ferrovie
- Il comune non è interessato dall'attraversamento di una linea ferroviaria da quando, nel 1979, la stazione di Lauria è stata ufficialmente soppressa.

## Amministrazione
| Periodo | Periodo | Primo cittadino           | Partito                                         | Carica                    | Note   |
| ------- | ------- | ------------------------- | ----------------------------------------------- | ------------------------- | ------ |
| 1988    | 1991    | Mario Michele De Clemente | Democrazia Cristiana                            | Sindaco                   | [ 29 ] |
| 1991    | 1993    | Vittorio Cesare Magliano  | Partito Socialista Italiano                     | Sindaco                   | [ 30 ] |
| 1993    | 1997    | Antonio Pisani            | Partito Socialista Italiano/Socialisti Italiani | Sindaco                   | [ 31 ] |
| 1997    | 1997    | Olga Cozzoli              |                                                 | Commissario prefettizio   | [ 32 ] |
| 1997    | 1997    | Olga Cozzoli              |                                                 | Commissario straordinario | [ 33 ] |
| 1997    | 2001    | Nicola Calcagno           | L'Ulivo                                         | Sindaco                   | [ 34 ] |
| 2001    | 2005    | Marcello Pittella         | Lista civica                                    | Sindaco                   | [ 35 ] |
| 2005    | 2006    | Antonio Messuti           | Udeur                                           | Sindaco                   | [ 36 ] |
| 2006    | 2011    | Antonio Pisani            | Lista civica                                    | Sindaco                   | [ 31 ] |
| 2011    | 2016    | Gaetano Mitidieri         | Lista civica                                    | Sindaco                   | [ 37 ] |
| 2016    | 2021    | Angelo Lamboglia          | Partito Democratico                             | Sindaco                   | [ 38 ] |
| 2021    | 2025    | Gianni Pittella           | Partito Democratico/Azione                      | Sindaco                   | [ 39 ] |

## Sport
Atletica

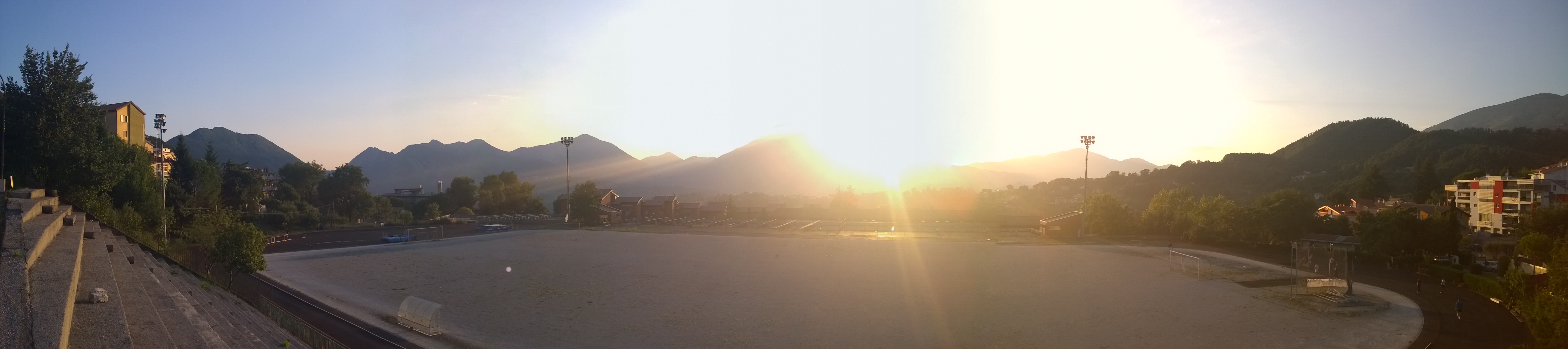

È presente sul territorio un campo d'atletica utilizzato prevalentemente dai soci di un club sportivo interessato all'attività agonistica a livello locale e nazionale.
Arti Marziali
La città ospita un dojo di aikidō affiliato all'Aikikai d'Italia con sede centrale a Roma.
Calcio
Esiste un impianto calcistico che può ospitare oltre mille spettatori. La squadra locale, denominata Ruggiero di Lauria, ha preso parte ai campionati nazionali calcistici di serie D del 1998–99, 1999-00, 2000-01, gareggiando nei gironi (H o I) in cui rientravano squadre lucane, siciliane e calabresi. Nella stagione 2024-2025 è stato rilanciato il calcio nella cittadina, con una nuova squadra che gareggia nel campionato di Seconda Categoria: l'Avis Lauria Football Club. Oltre alla prima squadra è presente una scuola calcio, che gode di varie categorie.
Ciclismo
Monte Sirino è stata più volte tappa di arrivo del Giro d'Italia.
- 1995 (20 maggio): 8ª tappa, vinta dallo spagnolo Laudelino Cubino.
- 1996 (25 maggio): 7ª tappa, vinta da Davide Rebellin.
- 1999 (19 maggio): 5ª tappa, vinta dal colombiano José Jaime González.

Il 20 maggio 1999 la città è stata la sede di partenza della 6ª tappa dell'82º Giro d'Italia, la Lauria-Foggia, vinta dal lettone Romāns Vainšteins.
Pallavolo
La città è legata a una tradizione pallavolistica che ha consentito alla squadra locale di gareggiare anche nei campionati nazionali di:
- serie B2 maschile (girone E) nella stagione 1990-91
- serie B1 maschile (girone C) nelle stagioni 1991-92, 1992-93, 1993-94
- serie B2 maschile (girone I) nelle stagioni 2009-10, 2010-11, 2011-12[41].

Anche in campo giovanile si contano importanti successi delle diverse squadre giovanili nelle finali nazionali di U14/M (quarta classificata nel 2006 e 2007) e U16/M (seconda classificata nel 2008).